# 斯捷波韋 (新敖德薩區)
47°19′28″N 32°0′10″E / 47.32444°N 32.00278°E
斯捷波韋（烏克蘭語：Степове），是烏克蘭南部的村莊，隸屬尼古拉耶夫州的尼古拉耶夫區。該村始建於1929年，面積0.6平方公里，海拔高度78米，2001年人口221，人口密度每平方公里366.5人。